# Muskotspindling
Muskotspindling (Cortinarius rheubarbarinus) är en svampart som beskrevs av Rob. Henry 1956. Cortinarius rheubarbarinus ingår i släktet Cortinarius och familjen spindlingar.   Inga underarter finns listade i Catalogue of Life.
I den svenska databasen Dyntaxa används istället namnet Cortinarius phaeosmus för samma taxon.  Arten är reproducerande i Sverige.